# 聖普爾頓體育會 (女子隊)
聖普爾頓體育會（Sportklub Niederösterreich St. Pölten）是一家奧地利的女子足球球會，位於聖帕爾滕，成立於2006年，在2016–17年球季加入了男子隊。球隊目前在奧地利女子頂級聯賽的奧地利女子甲組足球聯賽中作賽。

## 榮譽
- 奧地利女子甲組足球聯賽冠軍（10 次）：2014–15, 2015–16, 2016–17, 2017–18, 2018–19, 2020–21, 2021–22, 2022–23, 2023–24, 2024–25
- 奧地利女子盃（英语：ÖFB Ladies Cup）冠軍（9 次）：2013, 2014, 2015, 2016, 2017, 2018, 2019, 2022, 2023

## 外部連結
- 官方網站 （页面存档备份，存于） （德語）